# Origin (Evanescence)
Origin è il primo demo della gothic rock band statunitense Evanescence, pubblicato nel 2000 in edizione limitata (dell'opera sono state prodotte solo 2500 copie) sotto l'etichetta discografica indipendente BigWig Enterprises. L'album fu venduto durante i concerti della band a Little Rock, Arkansas, e tramite il sito web della casa discografica.

## Descrizione
L'album è relativamente sconosciuto, dato che la band ha iniziato a riscuotere notorietà solo dopo l'uscita di Fallen. A causa del numero limitato di stampe e al successo della band, le varie copie dell'album sono state vendute per 400 $ su eBay dopo la pubblicazione di Fallen, tant'è che oggigiorno è diventato quasi impossibile trovare una copia originale di Origin. Questo ha anche portato alla creazione di numerosi falsi.
La band considera Origin alla stregua di un demo piuttosto che come l'album di debutto; non a caso la stessa Amy Lee ha dichiarato in più interviste che in futuro non verranno stampate altre copie degli elementi discografici che hanno preceduto Fallen, in quanto la band non si sente più legata alla musica del passato. Gli autori hanno inoltre permesso la distribuzione gratuita delle tracce.
(Amy Lee - "Intervista ad Amy Lee" Evanescenceville)
L'album contiene canzoni come Whisper, Imaginary e My Immortal, che sono state ri-registrate e inserite in Fallen. Alcune tracce risalgono a pubblicazioni ancora precedenti, come per esempio Where Will You Go?, Imaginary (contenute in Evanescence EP risalente al 1998) e  Whisper  (contenuta nel secondo EP pubblicato nel 1999 dalla band, Sound Asleep).
Inizialmente l'album avrebbe dovuto avere come ultima traccia una suite lunga oltre 14 minuti comprendente Away from Me, le prime due parti di Eternal, Listen to the Rain e infine Demise. Prima della pubblicazione però Listen to the Rain fu omessa dall'album dopo essere stata separata da Away from Me e dal resto di Eternal, in fondo alla quale però è stato lasciato il brano Demise. Dall'album furono tagliate fuori anche Catherine e Spanish.

### Tematiche e canzoni
(Lettera ai romani 6:4)
Nella canzone Field of Innocence si può sentire in sottofondo parte del canto latino Jesu Dulcis Memoria:
In copertina appare l'immagine di una statua di un angelo, sita nel famoso cimitero di Highgate di Londra, che veglia ancora sulla tomba di Bertha W.E. Hill. Le immagini stampate all'interno del booklet e sul retro del CD sono state scattate da Ben Moody e da Amy Bennett, rispettivamente nei cimiteri protestanti di Mt Holly e di Oakland, siti entrambi a Little Rock. Tra i monumenti funebri fotografati appare anche quello dedicato agli Steen, una delle copie americane del famoso Angel of Grief, presente anche nella copertina del primo EP della band.
Diversi sono i temi trattati nei testi: la morte, l'amore e l'infanzia sono solo alcuni. « Scriviamo canzoni riguardanti le cose che accadono durante la vita. Nessuna delle nostre canzoni tratta di arcobaleni e di luce del sole. Qualche volta piove. Chi potrà mai aiutarci se non ne vogliamo nemmeno parlare. Nessuno è da solo », dichiarò Ben Moody in un'intervista rilasciata qualche mese prima della pubblicazione di Origin. Non mancano riferimenti alla sfera religiosa cristiana. Il coinvolgimento degli Evanescence nel circuito della musica cristiana era piuttosto dichiarato, anche se Amy Lee, pur essendo lei stessa cristiana, in seguito ha tenuto dare alla band un'immagine più laica e universale:
(Amy Lee, Tribe Magazine)
Origin è una traccia strumentale di 35 secondi che introduce la traccia seguente, Whisper, anticipando il motivo di chitarra elettrica con cui inizia quest'ultima. Una traccia composta prevalentemente da effetti sintetizzati e parole sussurrate per concludere con alcune citazioni tratte dal film "Terror in the Haunted House". Queste citazioni tratte dai film non erano rare nei primi lavori della band, pratica che poi è stata accantonata da Fallen in poi.
Whisper è una delle tracce di Origin ad essere stare inserite in Fallen, tuttavia la traccia trova origine in lavori ancora più precedenti. La prima versione di Whisper risale infatti al 1999, quando venne pubblicata per la prima volta nel secondo EP della band intitolato Sound Asleep. La traccia è molto simile a quella inserita in Fallen, ancora non erano stati inseriti i cori latini alla fine del brano e in sottofondo si poteva sentire la voce di David Hodges.
Imaginary è, anch'essa come Whisper, una delle tracce di Origin ad essere stata inserita in Fallen. Questa è una delle prime canzoni che gli Evanescence scrissero per la band. La prima versione della canzone risale al 1998, quando venne pubblicata nel primo EP della band. In quel tempo Ben ad Amy avevano soltanto 17 anni. Da quella pubblicazione in poi sono state create altre cinque versioni in studio (alcune mai pubblicate) per arrivare sino a quella conosciuta dai più, ossia quella pubblicata in Fallen (estratta poi come singolo promozionale). La canzone può essere interpretata come la scoperta di un posto bucolico che permette di evadere dal mondo reale e dai problemi ad esso connessi. Nella traccia si possono individuare dei riferimenti alla vecchia camera da letto della cantante, vista come un rifugio dai dolori della vita.
My Immortal è una delle canzoni più popolari mai registrate dalla band e anche una delle prime canzoni scritte dagli Evanescence. La versione originale venne scritta da Ben quando aveva solo 15 anni. Quella versione subì nel tempo diverse modifiche e integrazioni che portarono Amy e David a condividerne i crediti. La versione di Origin è molto simile, ma senza gli archi, a quella inserita in Fallen, in seguito modificata ulteriormente per poter essere pubblicata come il singolo, che poi si è rivelato essere quello di maggior successo della band (insieme a Bring Me to Life). Come altre canzoni scritte dalla band in quel periodo, il testo si ispira a una piccola storia scritta da Ben. Secondo alcune dichiarazioni di Ben la canzone parlerebbe di "uno spirito che sta con te dopo la sua morte e ti perseguita finché non desideri veramente che se ne vada perché non ti vuole lasciare in pace".
Field of Innocence è una traccia dalle tinte soffuse basata su una poesia scritta da Ben Moody. In sottofondo si può sentire la sua voce mentre la sta leggendo. Nel testo dalla canzone, scritto da Amy, chiari sono i riferimenti ad una visione nostalgica dell'infanzia: « I still remember the world /
From the eyes of a child. / Slowly those feelings / were clouded by what I know now. ». I versi in latino ripetuti durante la canzone sono stati tratti dal canto latino "Jesu dulcis memoria", il cui testo pare risalire a San Bernardo di Chiaravalle. L'ensemble (cori) di voci femminili è composto da Suvi Petrajajvri, Sara Moore, Catherine Harris e Samantha Strong.
Even in Death è, insieme ad Understanding, l'unica canzone pre-Fallen ad essere stata eseguita live dopo la pubblicazione di Fallen. Ben Moody rivelò che questa canzone trattava di un amore così intenso per qualcuno da condurre a dissotterrare la propria anima gemella per averla a fianco a sé anche dopo la morte. L'intero testo non è altro che una metafora, il cui significato viene esplicitato alla fine della canzone tramite una citazione del film "Il corvo - The Crow" (1994): "People die but real love is forever".
Lies è una traccia anticipata da una lunga introduzione dominata dai vocalizzi di Amy, per poi cambiare di colpo a seguito dell'esecuzione di un forte suono elettronico. A prestare la voce maschile nella versione di Origin è Bruce Fitzhugh della band christian death metal Living Sacrifice, mentre Stephanie Pierce provvede alle voci femminili di sottofondo(soprano). Successivamente, di questa traccia ne è stato fatto un remake, con le voci di Amy e David, conosciuto con il nome di "Lies (Post-Origin demo)", che a parte il titolo e alcuni versi non conserva nulla della traccia omonima che l'ha preceduta.

## Pubblicazione e promozione

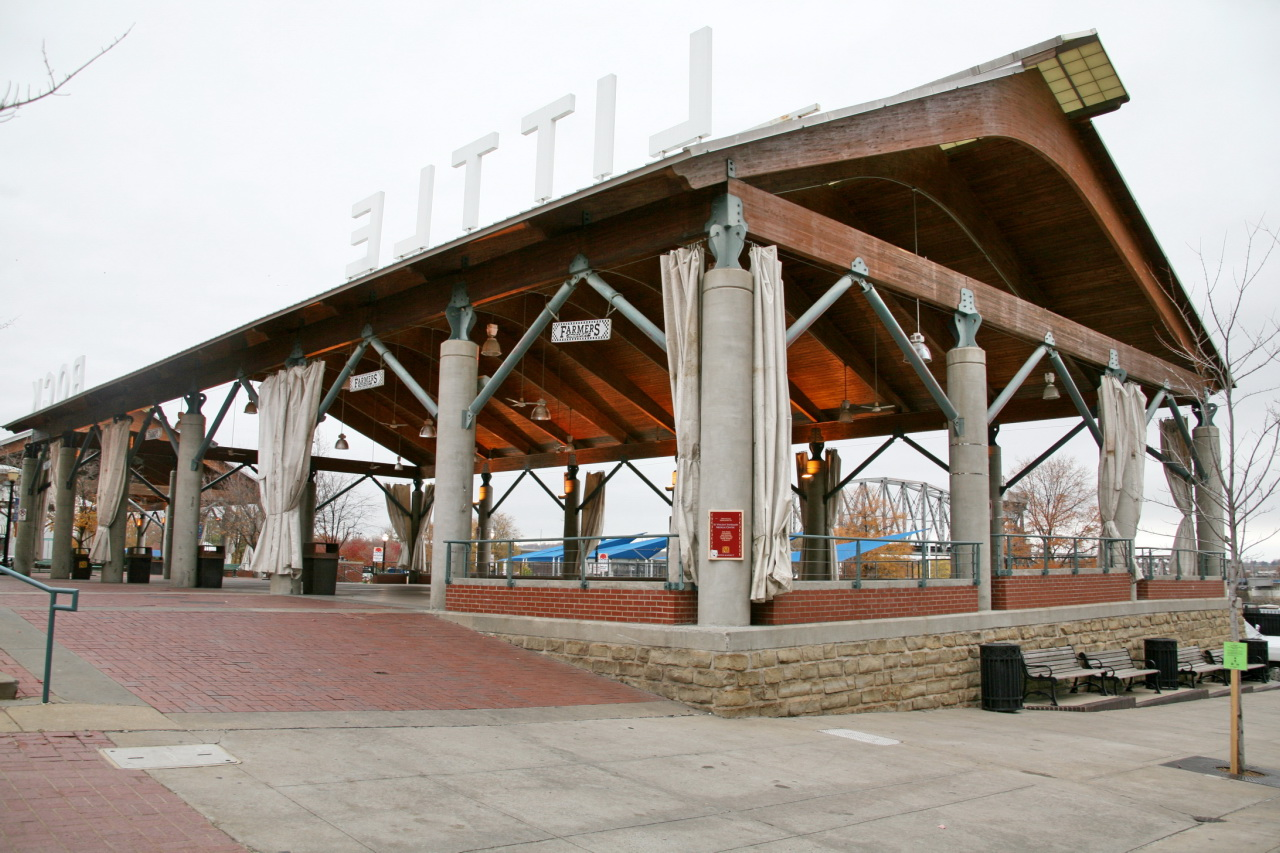
Il River Market Pavilion, luogo dove si svolse il "CD Release Party" dell'album (4 novembre 2000).

L'album fu pubblicato il 4 novembre del 2000 e venduto durante i concerti della band a Little Rock, Arkansas, e tramite il sito web della casa discografica.
Nel sito ufficiale della casa discografica di allora, la Bigwig Enterprises, era possibile inizialmente acquistare una copia di Origin soltanto negli Stati Uniti, tramite PayPal.com e via posta. Successivamente le prenotazioni vennero rese disponibili anche per il Canada e persino per l'Europa.
La pubblicazione dell'album fu annunciata tramite la stazione radio locale KLEC "Lick" 106.3 FM (che trasmette nell'area metropolitana di Little Rock) dove il singolo principale "Whisper" riscosse un discreto successo. La promozione fu accompagnata da un concerto di inaugurazione definito dalla casa discografica come un "CD Release Party", dove l'album fu venduto per la prima volta. Quella notte furono vendute più di mille copie. Il resto delle copie dell'album, ora non più in stampa, fu venduto durante i concerti nei modesti club e locali di Little Rock e tramite il sito internet della casa discografica.

### Singoli
Whisper fu scelto e pubblicato come primo singolo estratto dall'album Origin. Venne trasmesso inizialmente su una radio locale dell'area metropolitana di Little Rock, KLEC "Lick" 106.3 FM, dove divenne il nuovo singolo più richiesto per più di due settimane consecutive, attirando l'attenzione di etichette discografiche e stazioni radio di portata nazionale. Per la modesta entità della pubblicazione e della promozione, del singolo non venne fatto alcun video. Quello di Whisper fu il primo singolo della Band anche se potrebbe essere considerato piuttosto un singolo promozionale in quanto venne pubblicato esclusivamente a scopo promozionale e non commerciale. Tre anni dopo, sotto la casa discografica Wind-up Records, la band diede alla luce il suo primo vero e proprio singolo, Bring Me to Life, destinato ad avere successo su scala mondiale.
Furono trasmesse in radio anche Lies (nell'estate del 2000, prima della pubblicazione dello stesso Origin) ed Even in Death, che fu pubblicata anche in una compilation intitolata The Gas Collection 25, tramite il trentaseiesimo numero del mensile The 7ball.

### Ripubblicazione nellaThe Ultimate Collection(2017)
L'album venne ripubblicato diversi anni dopo, il 3 febbraio 2017, come contenuto esclusivo del cofanetto di vinili The Ultimate Collection. Il box conteneva al suo interno tutti gli album in studio fino ad allora registrati e un album contenente tutte le b-side della band, intitolato Lost Whispers. Questo è tutt'oggi l'unico modo per reperire una copia fisica dell'album, che non sia quello di andare a cercare una delle poche copie originali nel mercato dell'usato. Considerato dalla cantante stessa una semplice raccolta di demo registrata al solo scopo di ottenere un contratto discografico, questo album non fu più ristampato dal 2000: "Ho cercato di celarlo fin da quando Fallen è stato pubblicato perché è il nostra vera origine di quando eravamo degli adolescenti in cerca di capire cosa fossimo, di come scrivere la musica e di che tipo di sound avessimo dovuto dare alla nostra band".
Nell'album Lost Whispers, anche esso facente parte di questo cofanetto, è stata incisa una nuova versione di Even in Death (una reinterpretazione della prima versione contenuta nell'album Origin). In quel periodo, durante il tour invernale in Nord America, venne eseguita dal vivo al piano. La promozione di questo cofanetto, di dimensioni modeste, si mosse principalmente nei canali ufficiali della band. Fu Amy stessa ad ammettere che The Ultimate Collection fosse indirizzato ai fan più accaniti ("HARDCORE FANS ONLY").

## Tracce
Testi e musiche di Amy Lee, Ben Moody e David Hodges, eccetto dove indicato.
1. Anywhere (Outtake ghost track[35]) – 0:25
2. Origin – 0:38
3. Whisper (Origin version) – 3:56
4. Imaginary (Origin version) – 3:31
5. My Immortal (Origin version) – 4:26[36]
6. Where Will You Go? (Origin version) – 3:47
7. Field of Innocence – 5:13
8. Even in Death – 4:09[37]
9. Anywhere – 6:03
10. Lies – 3:49 (Amy Lee, Ben Moody)
11. Away from Me – 3:30
12. Eternal – 7:32

## Formazione
Gruppo
- Amy Lee – voce; pianoforte in Listen to the Rain
- Ben Moody – chitarre elettriche e acustiche, basso, batteria; voce narrante in Origin e Field of Innocence; pianoforte in My Immortal
- David Hodges – pianoforte, tastiera, programmazione, seconda voce

Altri musicisti
- Bruce Fitzhugh (Living Sacrifice) – voce in Lies
- Stephanie Pierce – cori in Whisper, Imaginary e Lies
- Will Boyd – basso in Away from Me
- Suvi Petrajajvri, Sara Moore, Catherine Harris & Samantha Strong – coro in Field of Innocence
- Pulaski Academy Choir – coro in Listen to the Rain